# Стивън Констант
Стивън Констант (на английски: Stephen Constant) е псевдоним на британския публицист от български произход Стоян-Константин Владимиров Данев, роден през 1931 г. в София.
Стивън Констант е автор на книгата „Фердинанд – Лисицата“ (Foxy Ferdinand, Tsar of Bulgaria) (1979).